# Pelleport
Pelleport – miejscowość i gmina we Francji, w regionie Oksytania, w departamencie Górna Garonna.
Według danych na rok 1990 gminę zamieszkiwało 310 osób, a gęstość zaludnienia wynosiła 30 osób/km² (wśród 3020 gmin regionu Midi-Pireneje Pelleport plasuje się na 757. miejscu pod względem liczby ludności, natomiast pod względem powierzchni na miejscu 1062.).

## Zabytków

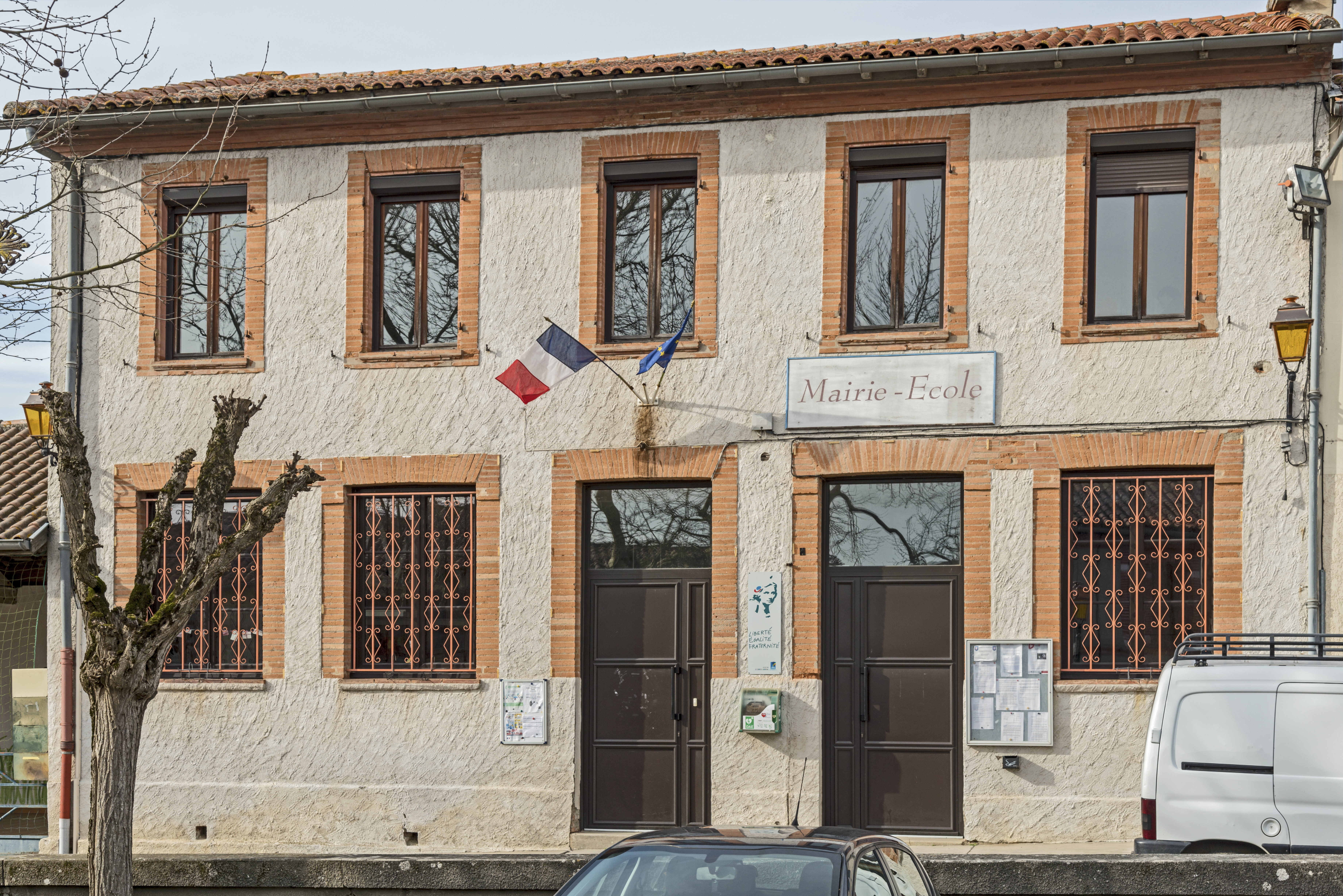
Ratusz.
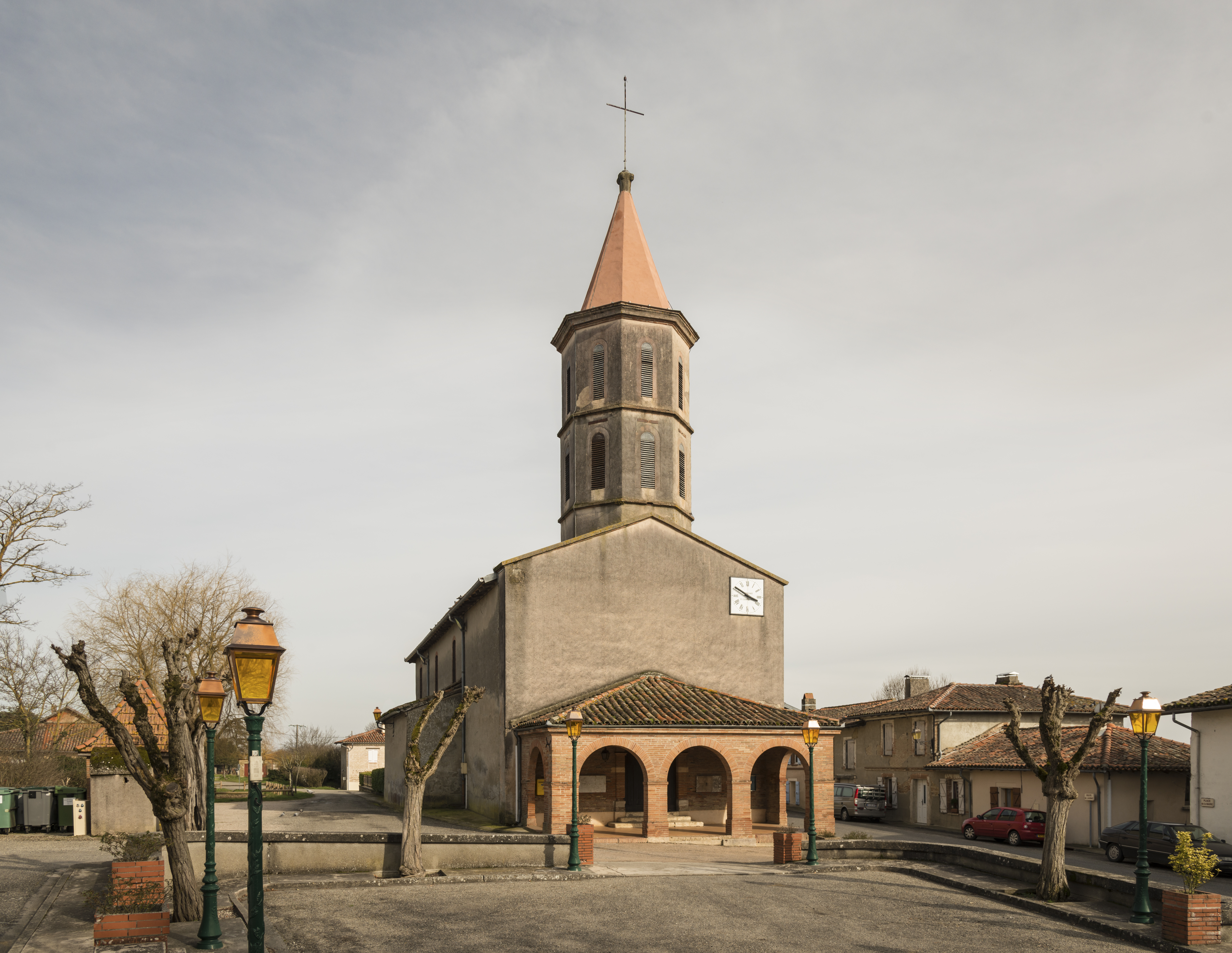
Kościół.
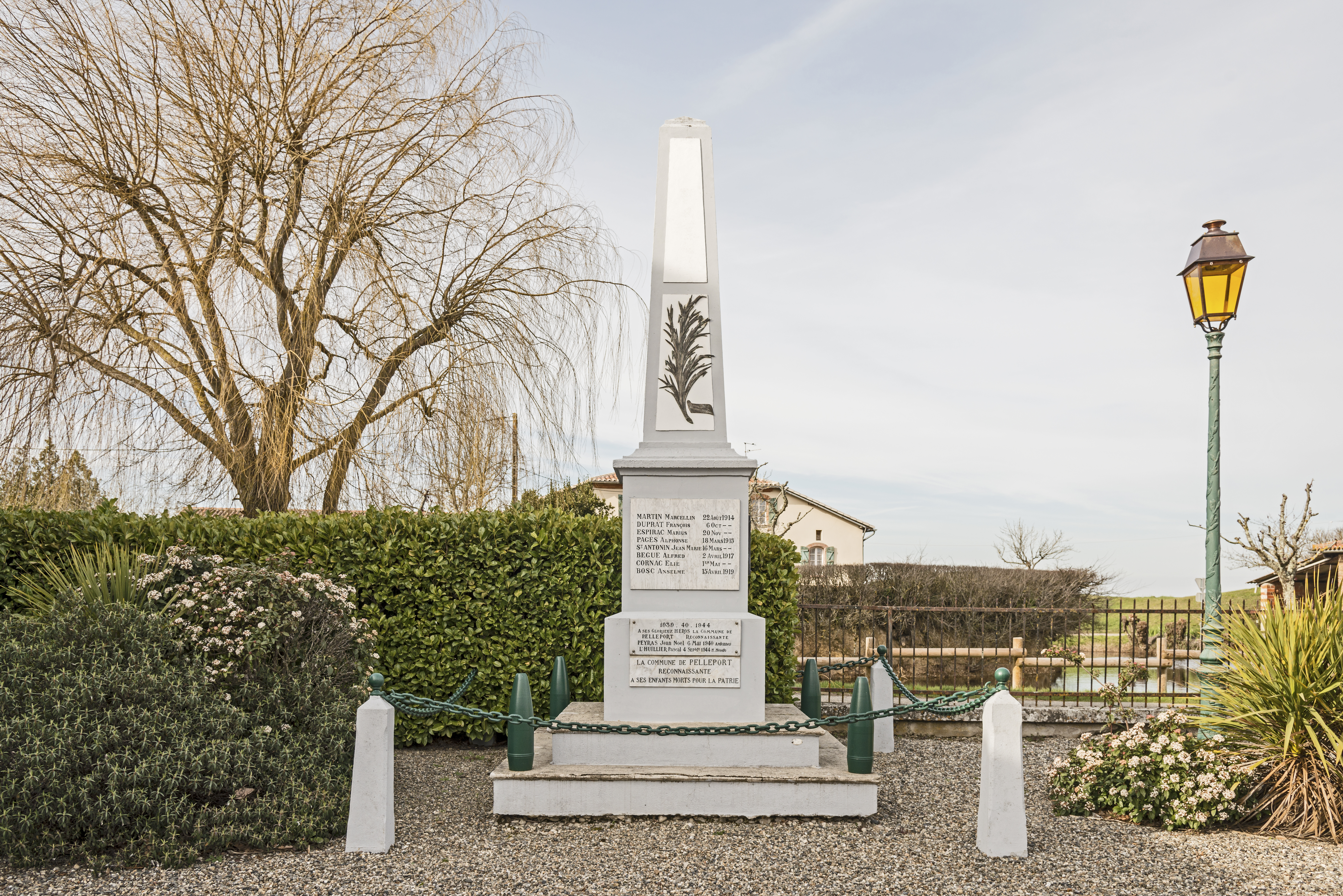
Memoriał wojny.